# Alfred Ronner
Pour les articles homonymes, voir Ronner.
Alfred Ronner, né le 10 décembre 1851 à Saint-Josse-ten-Noode et mort le 22 octobre 1901 à Ixelles, est un peintre et graveur belge.

## Biographie
Alfred Ronner, fils de Feico Ronner et de Henriëtte Knip, suit sa formation artistique auprès de sa mère, l'artiste peintre animalière renommée principalement pour ses tableaux représentant scènes de chiens et de chats. Ses sœurs Alice (1857-1957) et Emma (1860-1930) sont également peintres de natures mortes.
En outre, ses grands-parents, sœurs, oncles, tantes et plusieurs cousins et cousines du côté maternel sont également des peintres plus ou moins réputés. Alfred Ronner grandit donc dans un environnement complètement artistique.
Il étudie également à l'Académie des beaux-arts de Bruxelles, où il fut inscrit de 1868 à 1879. Il préfère se spécialiser dans un genre de peinture différent que celui de sa mère et ses sœurs, à savoir le portrait et les scènes de genre, mais n'égalera jamais leur renommée.
À la suite de son décès le 22 octobre 1901, il est inhumé au cimetière d'Ixelles.

## Ouvrages illustrés
- Alphonse-Jules Wauters. Voyage au pays de l'ivoire. [Ill. par Alfred Ronner]. Bruxelles : Office de Publicité ; Anc. Établissements J. Lebègue & Cie, Éditeurs, s.d., 89 p., ill. de gravures.
- Eugène Van Bemmel, Dom Placide - Mémoires du dernier moine de l'abbaye de Villers , Lebègue & Cie, Libraires-éditeurs, Bruxelles, 1875